# Dirigible (película de 1931)
Dirigible es una película de Frank Capra de 1931. Historia de aventuras aéreas protagonizada por Fay Wray, Jack Holt y Ralph Graves.

## Argumento
El famoso explorador Louis Rondelle (Hobart Bosworth) pide ayuda a la marina de los Estados Unidos para llegar al Polo Sur. El oficial Jack Bradon (Jack Holt) convence a su Almirante John S. Martin (Emmett Corrigan) para ofrecer su dirigible, el USS Pensacola, para la expedición.
Jack pide a su mejor amigo "Frisky" Pierce (Ralph Graves) que pilote el biplano que transportan en el dirigible. Frisky está impaciente por ir, aunque acaba de terminar otra misión, un vuelo de costa a costa, y casi no ha pasado tiempo con su abandonada esposa, Helen (Fay Wray). Ella visita a Jack sin que su marido lo sepa y le pide que no lleve a Frisky en la expedición. Jack está enamorado de ella y acepta hacerlo sin decirle a Frisky porque. Frisky se enemista con Jack creyendo que no quiere compartir la fama.
La expedición termina en desastre. El Pensacola se parte en dos y cae al océano durante una tormenta. Frisky consigue un permiso de la marina para pilotar una aeronave en la próxima expedición de Rondelle. Helen no puede convencerle de que cambie de opinión y le entrega una carta sellada, para que la lea cuando llegue al Polo Sur. En ella, le dice que va a pedir el divorcio y que le pedirá a Jack que se case con ella. 
Frisky, Rondelle, Sock McGuire (Roscoe Karns), y Hansen (Harold Goodwin) llegan al Polo Sur. Frisky cree que no hay peligro en aterrizar y Rondelle lo acepta. Sin embargo durante el aterrizaje, la nave estalla en llamas, destruyendo la mayor parte de sus suministros. La pierna de Rondelle está rota y Sock está herido en un pie.
Intentan andar hasta su base, llevando a Rondelle en un trineo. Rondelle muere la primera noche y le entierran. Frisky tiene que amputar el pie de Sock. Cuando Sock se da cuenta de que es una carga, se arrastra lejos de allí para morir, mientras el resto duerme. Los otros dos continúan, pero Hansen tiene una crisis nerviosa cuando descubre que han estado caminando en círculos y han vuelto a la tumba de Rondelle. Frisky no quiere abandonar y fuerza a Hansen a continuar.
Mientras tanto Jack habla con el almirante Martin para que le deje intentar rescatarles con su nuevo dirigible, el USS Los Angeles. Encuentra a los dos supervivientes. En el camino de vuelta, Frisky recuerda la carta de Helen. Como está ciego por la nieve, pide a Jack que se la lea. Después de leerla por encima, Jack lee su propia versión, en la que Helen está orgullosa de él y está esperando a su marido. Cuando regresan, Frisky le dice a su mujer que sus días de aventuras han pasado.

## Reparto
- Jack Holt - Jack Bradon
- Ralph Graves - "Frisky" Pierce
- Fay Wray - Helen Pierce
- Hobart Bosworth - Louis Rondelle
- Roscoe Karns - Sock McGuire
- Harold Goodwin - Hansen
- Clarence Muse - Clarence
- Emmett Corrigan - Almirante John S. Martin